# Karl Koller
Karl Koller, född 22 februari 1898 i Glonn, död 22 december 1951 i Glonn, var en tysk Luftwaffe-general. Han var chef för Luftwaffes generalstab från den 1 november 1944 till den 8 maj 1945.

## Biografi
År 1914 anmälde sig Koller som krigsfrivillig och placerades i en flygenhet.
Under slaget om Frankrike 1940 opponerade sig Koller mot att fiendesoldater skulle föras till koncentrationsläger. Han förhindrade även i flera fall att nedskjutna fiendepiloter lynchades. Han medverkade även till att ett flertal franska katedraler skonades från bombning.
I augusti 1943 begick Luftwaffes generalstabschef Hans Jeschonnek självmord och efterträddes av Günther Korten. När den senare avled efter 20 juli-attentatet väntades Koller efterträda honom, men Hermann Göring utnämnde istället Werner Kreipe till ny generalstabschef. Adolf Hitler övertalade dock Göring att efter en tid byta ut Kreipe mot Koller.
Koller befann sig i Adolf Hitlers bunker den 20 april 1945 för att fira Führerns 56:e födelsedag. Hitler beordrade Koller att assistera Felix Steiner vid befrielsen av Berlin. Denna operation kom dock aldrig till stånd.
Koller greps av amerikanska soldater i maj 1945 och satt i krigsfångenskap till december 1947. År 1949 publicerade Koller boken Der letzte Monat.

## Utmärkelser
- Riddarkorset av Järnkorset: 10 april 1942
- Tyska korset i guld: 7 februari 1944
- Järnkorset av första klassen
- Järnkorset av andra klassen
- Preussiska flygklubbens märke
- Kungliga bayerska pilotmärket
- Ärekorset
- Wehrmachts tjänsteutmärkelse av fjärde, tredje, andra och första klassen
- Pilot- och observatörsmärket
- Anschlussmedaljen (Die Medaille zur Erinnerung an den 13. März 1938) med Pragspännet
- Tilläggsspänne till Järnkorset av första klassen
- Tilläggsspänne till Järnkorset av första klassen
- Såradmärket i svart: 20 juli 1944

## Populärkultur
I filmen Undergången (2004) porträtteras Karl Koller av Hans H. Steinberg.

### Webbkällor
- Miller, Michael D. & Collins, Gareth. ”General der Flieger Karl Koller” (på engelska). Axis Biographical Research. Arkiverad från originalet den 27 maj 2014. https://archive.today/20140527183312/http://www.geocities.com/~orion47/WEHRMACHT/LUFTWAFFE/General/KOLLER_KARL.html. Läst 27 maj 2014.